# Sanna Marinová
Sanna Marinová (rodným jménem Sanna Mirella Marin, * 16. listopadu 1985 Helsinky) je bývalá finská politička, která v letech 2019–2023 zastávala funkci předsedkyně vlády Finska a v letech 2020-2023 byla předsedkyní Finské sociálně demokratické strany (SDP). V letech 2015 až 2023 byla poslankyní parlamentu. V dubnu 2023 byla opětovně zvolena poslankyní, ale v září 2023 na svou funkci ve finském parlamentu rezignovala a stala se strategickou poradkyní pro reformní programy politických lídrů v Institutu Tonyho Blaira.
Narodila se v Helsinkách, ale v dětství se s matkou přestěhovala do Tampere, kde později v roce 2017 dokončila studium na Tamperské univerzitě. V roce 2006 vstoupila do Sociálnědemokratické mládeže a později v letech 2010-2012 zastávala funkci její místopředsedkyně. Působila jako členka městské rady v Tampere a později byla zvolena poslankyní parlamentu. Po svém znovuzvolení poslankyní zastávala mezi červnem a prosincem 2019 post ministryně dopravy a komunikace ve vládě Antti Rinneho. Po Rinneho rezignaci byla v prosinci 2019 zvolena premiérkou. Ve 34 letech se tak stala nejmladším finským předsedou vlády v historii a zároveň ke dni jmenování nejmladším stávajícím premiérem na světě. Do úřadu vstoupila jako třetí žena po Anneli Jäätteenmäkiové a Mari Kiviniemiové.
Jako předsedkyně vlády vedla reakci na pandemii covidu-19 vyhlášením výjimečného stavu. Odsoudila ruskou invazi na Ukrajinu v roce 2022 a byla hlasitou zastánkyní Ukrajiny. Spolu s prezidentem Saulim Niinistöem oznámila, že Finsko v květnu 2022 požádá o členství v NATO, jehž členem se Finsko stalo v dubnu 2023. V parlamentních volbách v roce 2023 skončila SDP až třetí a finským premiérem se stal Petteri Orpo ze Strany národní koalice. V čele SDP stála až do září 2023, kdy odešla z politiky.

## Mládí a vzdělání
Sanna Marinová se narodila 16. listopadu 1985 ve finském hlavním městě Helsinky. Rodiče se rozešli, když byla velmi malá, rodina měla finanční problémy a otec Lauri Marin bojoval s alkoholismem. Po rozchodu rodičů vyrůstala v chudších poměrech jako jediný potomek stejnopohlavních rodičů, biologické matky a její partnerky.
V roce 2004 maturovala na střední škole v Pirkkale, poté pracovala při studiu na vysoké škole mimo jiné v pekárně a jako pokladní. Roku 2017 absolvovala magisterský obor organizační studia na Tamperské univerzitě. Podle vlastního vyjádření se tak stala prvním členem rodiny s dokončeným středoškolským a následné i vysokoškolským vzděláním.

## Politická kariéra
V roce 2006 se stala členkou Mladých sociálních demokratů, kde mezi lety 2010–2012 působila ve funkci první místopředsedkyně. Politickou kariéru zahájila v Tampere, kde roku 2008 nebyla nejdříve zvolena do městského zastupitelstva. O čtyři roky později, ve věku 27 let, se již zastupitelkou stala a během několika měsíců se stala předsedkyní městské rady. Tuto funkci vykonávala od roku 2013 do roku 2017, kdy byla v obecních volbách znovu zvolena do městského zastupitelstva.
V roce 2014 se stala druhou místopředsedkyní sociálně demokratické strany. V parlamentních volbách 2015 byla poprvé zvolena do jednokomorového finského parlamentu za volební obvod Pirkanmaa. Po čtyřletém období mandát v následujících volbách obhájila. V červnu 2019 se pak stala ministryní dopravy a komunikace ve vládě Antti Rinneho.

### Předsedkyně vlády (2019–2023)
Rinne na premiérskou funkci rezignoval na počátku prosince 2019 poté, co se se jeho strana dostala do konfliktu s liberálním koaličním partnerem Finský střed. Ten Rinnemu vyčítal čtrnáctidenní stávku poštovních úředníků. Ve vnitrostranickém hlasování byla 8. prosince 2019 zvolena Rinneho nástupkyní v úřadu předsedkyně vlády, když porazila vůdce parlamentní frakce Anttiho Lindtmana těsným poměrem hlasů 32 : 29. Rinne formálně setrval ve funkci stranického lídra do sjezdu v červnu 2020.
Po povinném schválení nominace parlamentem ji prezident republiky Sauli Niinistö jmenoval premiérkou 10. prosince 2019. Ve 34 letech se stala nejmladším finským předsedou vlády v historii a zároveň ke dni jmenování nejmladším stávajícím premiérem na světě (33letý Sebastian Kurz byl v mezidobí úřadu rakouského kancléře). Finsko tak vyměnilo premiéra během předsednictví Evropské unie. Marinová sestavila kabinet na existujícím půdorysu pěti koaličních subjektů, jimž předsedaly pouze ženy – při vzniku 32letá Li Anderssonová Svazu levice, 34letá Maria Ohisalová Zelenému svazu, 55letá Anna-Maja Henrikssonová Švédské lidové straně a 32letá Katri Kulmuniová Finskému středu. Ženy v kabinetu obsadily dvanáct z devatenácti křesel. Je třetí a nejdéle sloužící ženou v čele finské vlády po Anneli Jäätteenmäkiové a Mari Kiviniemiové.
Během celosvětové pandemie covidu-19 v roce 2020 vyhlásila vláda ve Finsku výjimečný stav, aby epidemii zmírnila. Za způsob vypořádání se s první vlnou infekce ve Finsku byla hodnocena velmi pozitivně.
Ve finských parlamentních volbách v roce 2023 se SDP umístila na třetím místě. Marinová oznámila, že odstoupí z čela strany na podzimním sjezdu SDP. Dne 20. června 2023 ji ve funkci finského premiéra vystřídal Petteri Orpo.

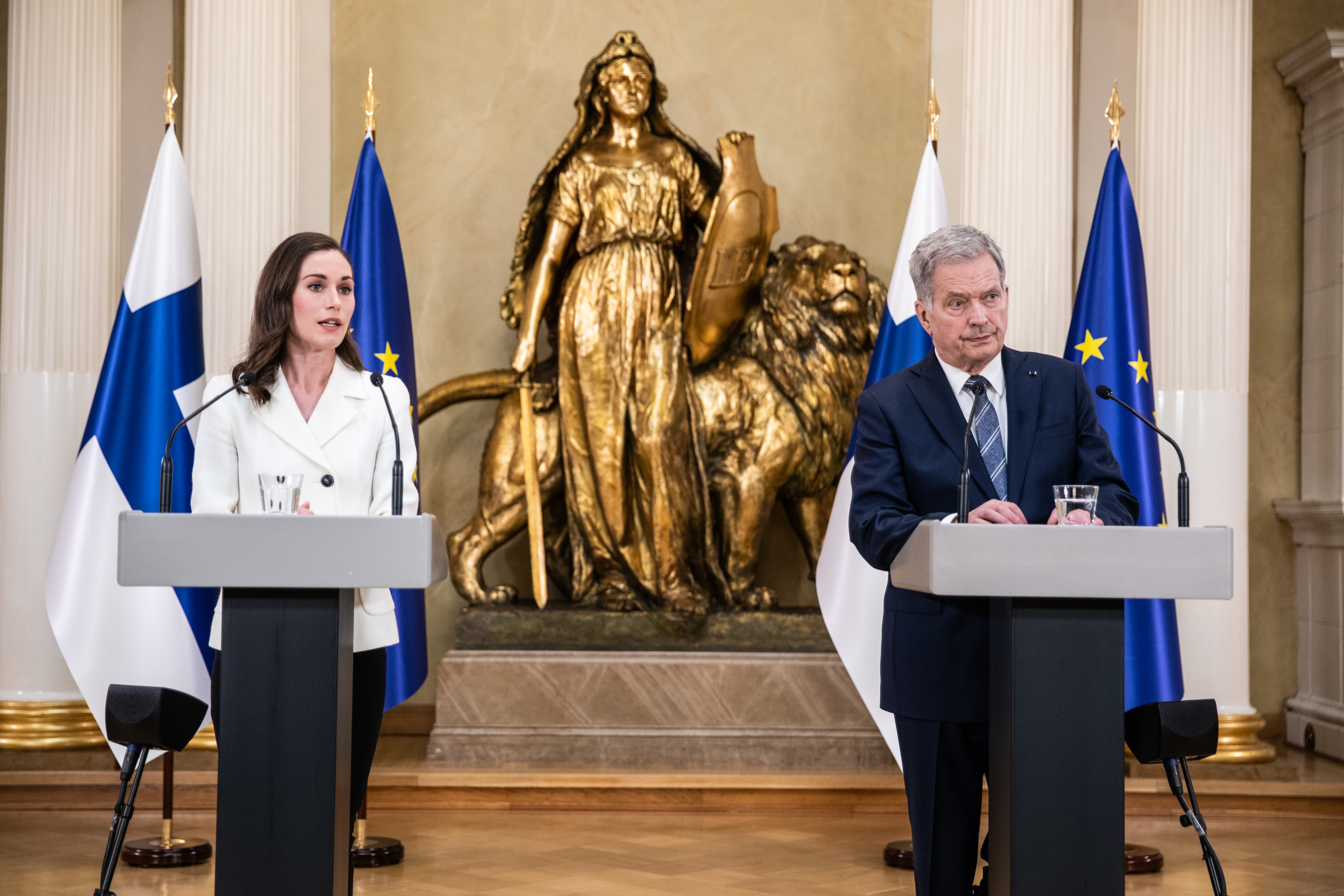
Sanna Marin a prezident Sauli Niinistö na tiskové konferenci dne 15. května 2022 o záměru Finska vstoupit do NATO

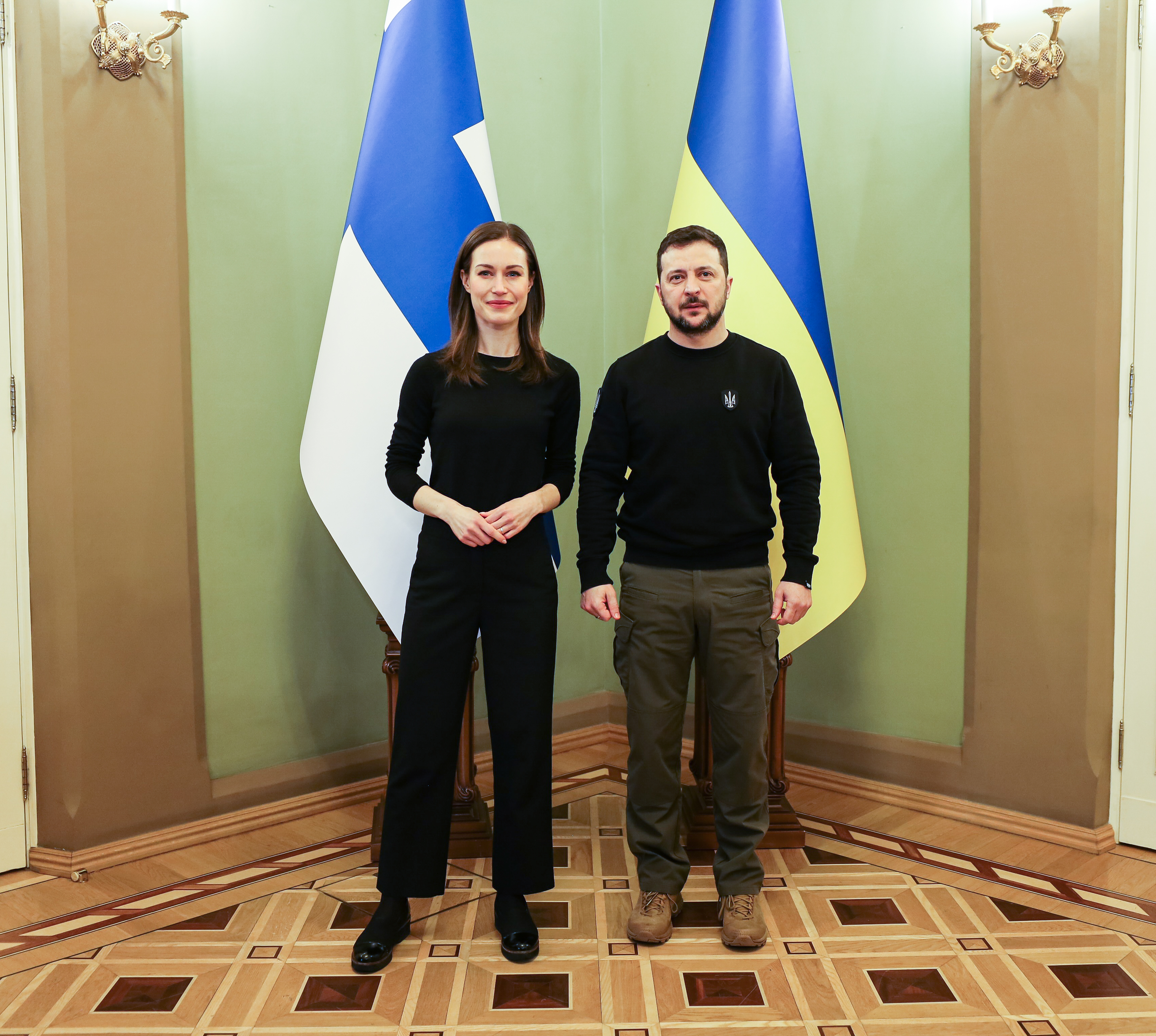
Sanna Marinová a Volodymyr Zelenskyj, 10. března 2023 v Kyjevě

#### Politické názory
V otázce vstupu Finska do NATO se po nástupu do funkce vyjádřila odmítavě, po ruské invazi na Ukrajinu v únoru 2022 kladně. V květnu 2022 společně s prezidentem Sauli Niinistömem oznámili, že podporují vstup Finska do Severoatlantické aliance. Šlo o součást procesu, v němž země přehodnocuje svůj neutrální status v souvislosti s ruskou vojenskou invazí na Ukrajinu. Finsko vstoupilo do NATO dne 4. dubna 2023.
V březnu 2022 prohlásila, že EU musí ukončit svou závislost na ruské ropě, a dodala, že „na jedné straně máme tyto velmi tvrdé hospodářské sankce a na druhé straně financujeme ruskou válku tím, že od Ruska kupujeme ropu, zemní plyn a další fosilní paliva.“
Dne 26. května 2022 odjela na pozvání ukrajinského premiéra Denyse Šmyhala do Kyjeva, kde se setkala s prezidentem Volodymyrem Zelenským a navštívila válkou zničená města Irpiň a Buča.

### Po skončení funkce premiérky
V červnu 2023 založila společnost MA/PI Oy. Kromě veřejného vystupování patří mezi činnosti této společnosti také vydavatelství a poradenství. V červenci byla uvedena jako řečník na seznamu agentury Harry Walker Agency se sídlem v USA, která zprostředkovává klíčové a motivační řečníky pro mezinárodní akce.
V září 2023 oznámila svůj záměr rezignovat na funkci poslankyně a nastoupit na pozici strategické poradkyně v Institutu Tonyho Blaira pro globální změny. Dne 12. září 2023 byla její žádost o odstoupení z finského parlamentu schválena.
Dne 28. září 2023 bylo oznámeno, že Marinová podepsala smlouvu s talentovou agenturou Range Media Partners na spolupráci v oblasti filmu, televize, audia a značek.
V lednu 2024 začala pracovat v novém mezinárodním výboru International Task Force on Security and Euro-Atlantic Integration of Ukraine. Podle prohlášení vydaného kanceláří ukrajinského prezidenta je hlavním cílem výboru vypracovat strategii užšího zapojení Ukrajiny do euroatlantického bezpečnostního prostoru. V čele skupiny stojí její zakladatelé Andrij Jermak, náčelník generálního štábu ukrajinského prezidenta, a bývalý generální tajemník NATO Anders Fogh Rasmussen. Kromě nich je členy skupiny 15 bývalých evropských a severoamerických hlav států, diplomatů a důstojníků (včetně Borise Johnsona a Hillary Clintonové).

## Osobní život
Marinová je vegetariánka. S bývalým partnerem Markusem Räikkönenem, zaměstnaným v oblasti komunikací, má dceru Emmu narozenou v roce 2018. V srpnu 2020 vstoupili do manželství v oficiální rezidenci premiéra Kesäranta. V květnu 2023 podal pár, po 19 letech společného života, žádost o rozvod.

## Ocenění
Marinová byla vyznamenána velkokřížem Řádu bílé růže Finska a na Newyorské univerzitě jí byl udělen čestný doktorát věd.
Objevila se na seznamu BBC 100 žen vyhlášeném v roce 2020. Téhož roku ji časopis Forbes vybral na 85. místo v seznamu 100 nejvlivnějších žen světa. V roce 2022 figurovala na seznamu 25 nejvlivnějších žen listu Financial Times.